# Lasioserica insularis
Lasioserica insularis är en skalbaggsart som beskrevs av Brenske 1899. Lasioserica insularis ingår i släktet Lasioserica och familjen Melolonthidae. Inga underarter finns listade i Catalogue of Life.